# Смилянич, Александра
Александра Смилянич (серб. кир. Александра Смиљанић; род. 12 июня 1970, Белград) — министр телекоммуникаций и информационных технологий в правительстве Сербии с 2007 по 2008 год.

## Образование и карьера
Александра Смилянич родилась в Белграде в 1970 году. После окончания средней школы «Математическая гимназия» она окончила факультет электротехники Белградского университета. Позже, в 1996 и 1999 годах, она получила степени магистра и доктора философии в Принстонском университете.
Смилянич работает профессором на факультете электротехники в Белграде и профессором-исследователем в Политехническом университете Нью-Йорка. Она также была приглашённым профессором в Университете Стони-Брука в Нью-Йорке и работала в исследовательском центре AT&T Labs с 1999 по 2004 год. Областью её исследований являются архитектура и проектирование высокопроизводительных интернет-маршрутизаторов. Она автор многочисленных статей в сборниках конференций и в журналах в области высокопроизводительной коммутации и маршрутизации. Ей принадлежат девять патентов США (некоторые из патентов также зарегистрированы в Европе, Японии и Китае) и одна патентная заявка. Смилянич была редактором журнала OSA Journal on Optical Networking с 2003 по 2009 год и IEEE Communication Letters с 2005 года.

## Личная жизнь
Мать Александры Владана Ликар-Смилянич — известный сербский иллюстратор детских книг.